# Жан Ко
Жан Ко (фр. Jean Cau; 8 липня 1925, Бран (Од) — 18 липня 1993, Париж, Франція) — французький прозаїк, публіцист, журналіст, редактор. Лауреат Гонкурівської премії 1961 року

## Біографія
Народився в сім'ї фермера з південної Франції. Закінчив Ліцей Людовика Великого. Пізніше, вивчав літературу і філософію в Парижі.
Був близький до гуртка екзистенціалістів в Сен-Жермен-де-Пре. З 1946 по 1957 рік був секретарем Жана-Поля Сартра, який надав на його ідеологічні погляди великий вплив і визначив майбутнє творчість Жана Ко більш ніж на десять років вперед.
З 1949 по 1954 рік — редактор журналу Sartre Les Temps, співпрацював з виданням L'Express (з 1957 року — його редактор), Figaro littéraire (1963—1964), France Observateur (з 1978 року) і Paris Match (з 1984 року) .
Пізніше порвав з Сартром і його оточенням і став публікувати статті з антимарксистських позицій. Закликав Сартра відмовитися від Нобелівської премії з літератури.

## Творчість
Автор численних творів, в тому числі, політичних брошур і есе. Опублікував ряд політичних і літературно-біографічних портретів діячів політики і культури (зокрема Ернеста Хемінгуея, Че Гевари і ін.), Часто написаних в сатирично-полемічному тоні, що викликало ворожнечу до нього. Публікував полемічні статті, що висвітлюють ліві політичні течії, декаданс Європи, боротьбу з європейськими традиціями. Критикував політику Шарля Де Голля.
У 1961 році за свій роман «Le pitié de Dieu» (Милосердя Бога) був нагороджений Гонкурівської премією. У ньому розповідається історія чотирьох вбивць: лікаря, боксера, робочого і гравця, посаджених в одну тюремну камеру і розповідають про своє життя і вчинки, що призвели їх до в'язниці.
За сценаріями Жана Ко знято кілька фільмів:
- «Нескорений» (1964, режисер Ален Кавальє за участю Алена Делона)
- «Здобич» (1966, режисер Роже Вадим за участю Джейн Фонда і Мішеля Пікколі)
- «Борсаліно» (1969, режисер Жак Дере за участю Алена Делона і Жана-Поля Бельмондо)
- «Джефф» (1969, режисер Жана Ермана за участю Алена Делона)
- «Якби Дон Жуан був жінкою» (1973, режисер Роже Вадим за участю Бріжит Бардо і Робера Оссейна)

## Вибрані твори
- Le Fort intérieur, Gallimard, 1948
- Maria-nègre, Gallimard, 1948
- Le coup de barre, Gallimard, 1950
- Le tour d'un monde, Gallimard, 1952
- Les Paroissiens, Gallimard, 1958
- Mon village, Gallimard, 1958
- Vie et mort d'un toro brave, 1961
- La pitié de Dieu , 1961
- Les Parachutistes — Le maître du monde, 1963
- Le Meurtre d'un enfant, 1965
- Lettre ouverte aux têtes de chiens occidentaux, 1967
- «Un testament de Staline», 1967
- «Les yeux crevés», 1968 (театральна п'єса)
- Le pape est mort, 1968
- Le spectre de l'amour, 1968
- L'agonie de la vieille, 1969
- Tropicanas, de la dictature et de la revolution sous les tropiques, 1970
- Les Entrailles du taureau, 1971
- Le temps des esclaves, 1971
- Les entrailles du taureau, 1971
- Ma misogynie, 1972
- Les écuries de l'occident — traité de morale, 1973
- La grande prostituée — traité de morale II, 1974
- Les Enfants, 1975
- Pourquoi la France, 1975
- Lettre ouverte à tout le monde, 1976
- Otages, 1976
- Une nuit à Saint-Germain des Près, 1977
- Discours de la décadence, 1978
- Une Passion Pour Che Guevara, 1979
- Nouvelles du paradis, 1980
- La Conquête de Zanzibar, 1980
- Le grand soleil, 1981
- La barbe et la rose, 1982
- Une rose à la mer, 1983
- Proust, le chat et moi, 1984
- Croquis de mémoire, 1985
- Fernando Botero, la corrida, 2001
- Monsieur de Quichotte, 2005